# Aharen-san wa Hakarenai
Aharen-san wa Hakarenai (阿波連さんははかれない, litt. « Aharen ne sait pas mesurer ») est une série de manga japonaise écrite et dessinée par Asato Mizu (ja). Elle est prépubliée sur le site web Shōnen Jump+ de Shūeisha entre le 29 janvier 2017 et le 30 avril 2023.
Une adaptation en anime, produite par le studio Felix Film, est diffusée entre le 2 avril et le 18 juin 2022. En France, elle est diffusée en simulcast sur Crunchyroll. Une deuxième saison est diffusée entre le 7 avril et le 23 juin 2025.

## Synopsis
Aharen est une jeune fille qui a du mal à évaluer la distance à mettre entre elle et les autres. Lorsqu'elle entre au lycée, Raidô, son voisin de classe, est dérangé par l'espace qu'elle met entre eux. Un jour, en ramassant une gomme que Reina a fait tomber, Raidô apprend son « incapacité à mesurer la distance sociale avec les autres » et son passé solitaire. Elle s'excuse à nouveau pour son comportement « inacceptable » et se prépare à retourner à sa solitude, mais Raidô l'accepte et tous deux s'ouvrent l'un à l'autre. Au fur et à mesure qu'ils passent leurs journées ensemble, en faisant participer leurs camarades de classe et les écoliers du quartier, la distance entre les deux se réduit peu à peu.

## Personnages
Reina Aharen (阿波連 れいな, Aharen Reina)
Voix japonaise : Inori Minase
Reina Aharen est la protagoniste principale. C'est une lycéenne au physique enfantin, elle est de très petite taille. Elle a des cheveux blancs et de grands yeux bleus. Elle arbore en général un visage neutre et sans émotion, mais elle a une personnalité très attachante. Avec Raidô, elle tente d'apprendre à mieux gérer sa proximité avec les autres, bien qu'il doive souvent lui répéter qu'elle est trop collée à lui. Elle est très bonne cuisinière et a un gros appétit. Elle est très forte dans beaucoup de domaines et gagne souvent aux jeux face à Raidô.
Raidô (ライドウ, Raidō)
Voix japonaise : Takuma Terashima
Raidô est le second protagoniste. C'est un jeune lycéen de très grande taille, plutôt musclé et brun. Il a un visage neutre qui n'exprime jamais aucune émotion. En revanche, il est très soucieux d'aider Reira dans sa relation avec les autres, et fait en sorte de toujours trouver des solutions à ses soucis. Au début, la voix de cette dernière était tellement fluette qu'il n'arrivait pas du tout à l'entendre, mais au fil de l'histoire il s'est habitué à sa voix et arrive à communiquer avec elle. C'est un garçon qui a une grande imagination, il est aussi paranoïaque et a tendance à vite dramatiser les situations.
Mitsuki Ôshiro (大城 みつき, Ōshiro Mitsuki)
Voix japonaise : M.A.O
Ms. Tōbaru (桃原先生, Tōbaru-sensei)
Voix japonaise : Kana Hanazawa
Ishikawa (石川)
Voix japonaise : Tetsuya Kakihara
Hanako Satō (佐藤 ハナコ, Satō Hanako)
Voix japonaise : Tomori Kusunoki
Ms. Miyahira (宮平先生, Miyahira-sensei)
Voix japonaise : Yurie Kozakai
Petite sœur de Raidô (ライドウ妹, Raidō Imōto)
Voix japonaise : Rika Nagae
Atsushi (あつし)
Voix japonaise : Natsumi Fujiwara
Futaba (ふたば)
Voix japonaise : Maria Sashide

## Manga
Aharen-san wa Hakarenai (阿波連さんははかれない) est écrit et illustré par Asato Mizu (ja). Le manga est prépublié entre le 29 janvier 2017 et le 30 avril 2023 via le site web Shōnen Jump+ de Shūeisha,. Par la suite, les chapitres sont rassemblés et édités dans le format tankōbon avec le premier volume publié le 4 août 2017.
La série compte dix-sept volumes tankōbon.

### Liste des volumes
| no                                        | Japonais        | Japonais          |
| no                                        | Date de sortie  | ISBN              |
| ----------------------------------------- | --------------- | ----------------- |
| 1                                         | 4 août 2017     | 978-4-08-881090-4 |
| Liste des chapitres : Chapitres 1 à 10    |                 |                   |
| 2                                         | 4 décembre 2017 | 978-4-08-881301-1 |
| Liste des chapitres : Chapitres 11 à 20   |                 |                   |
| 3                                         | 4 avril 2018    | 978-4-08-881396-7 |
| Liste des chapitres : Chapitres 21 à 29   |                 |                   |
| 4                                         | 4 juillet 2018  | 978-4-08-881525-1 |
| Liste des chapitres : Chapitres 30 à 38   |                 |                   |
| 5                                         | 2 novembre 2018 | 978-4-08-881635-7 |
| Liste des chapitres : Chapitres 39 à 48   |                 |                   |
| 6                                         | 4 avril 2019    | 978-4-08-881805-4 |
| Liste des chapitres : Chapitres 49 à 57   |                 |                   |
| 7                                         | 2 août 2019     | 978-4-08-882023-1 |
| Liste des chapitres : Chapitres 58 à 67   |                 |                   |
| 8                                         | 4 janvier 2020  | 978-4-08-882181-8 |
| Liste des chapitres : Chapitres 68 à 78   |                 |                   |
| 9                                         | 13 mai 2020     | 978-4-08-882287-7 |
| Liste des chapitres : Chapitres 79 à 87   |                 |                   |
| 10                                        | 2 octobre 2020  | 978-4-08-882434-5 |
| Liste des chapitres : Chapitres 88 à 98   |                 |                   |
| 11                                        | 4 mars 2021     | 978-4-08-882563-2 |
| Liste des chapitres : Chapitres 99 à 107  |                 |                   |
| 12                                        | 4 août 2021     | 978-4-08-882737-7 |
| Liste des chapitres : Chapitres 108 à 117 |                 |                   |
| 13                                        | 4 avril 2022    | 978-4-08-883075-9 |
| Liste des chapitres : Chapitres 118 à 127 |                 |                   |
| 14                                        | 3 juin 2022     | 978-4-08-883124-4 |
| Liste des chapitres : Chapitres 128 à 138 |                 |                   |
| 15                                        | 4 octobre 2022  | 978-4-08-883276-0 |
| Liste des chapitres : Chapitres 139 à 148 |                 |                   |
| 16                                        | 4 avril 2023    | 978-4-08-883466-5 |
| Liste des chapitres : Chapitres 149 à 158 |                 |                   |
| 17                                        | 4 août 2023     | 978-4-08-883611-9 |
| Liste des chapitres : Chapitres 159 à 167 |                 |                   |

## Anime
Le 31 juillet 2021, une adaptation en anime est annoncée. Produite par Felix Film, Yasutaka Yamamoto (ja) supervise la réalisation, tandis que Takao Yoshioka s'occupe du scénario, les chara-designs sont quant à eux confiés à Yūko Yahiro, enfin Satoru Kōsaki (ja) et Monaca (ja) composent la bande originale.
Le thème du générique de début est Hanarenai Kyori (はなれない距離) par TrySail (ja), tandis que le générique de fin est Kyorikan (キョリ感) par HaKoniwaily (ja). L'anime est diffusé au Japon entre le 2 avril et le 17 juin 2022 dans la case horaire Animeism sur MBS, TBS et BS-TBS (ja). À l'international, il est diffusé en simulcast sur Crunchyroll.
Une deuxième saison est annoncée le 4 août 2024. Elle est diffusée entre le 7 avril et le 23 juin 2025 sur Tokyo MX, MBS, BS11 et AT-X. Le thème du générique de début est Binetsuma (微熱魔) par le groupe Zutomayo, tandis que le générique de fin est Twilight (トワイライト) par le groupe shallm (ja).

### Liste des épisodes

#### Première saison
| No | Titre français                             | Titre japonais         | Titre japonais        | Date de 1re diffusion |
| No | Titre français                             | Kanji                  | Rōmaji                | Date de 1re diffusion |
| -- | ------------------------------------------ | ---------------------- | --------------------- | --------------------- |
| 1  | T'es un peu près, non ?                    | 近すぎじゃね？         | Chika Sugi ja ne?     | 2 avril 2022          |
| 2  | On serait pas suivis ?                     | 尾行られてるんじゃね？ | Tsukerareterun ja ne? | 9 avril 2022          |
| 3  | On doit pas changer de place ?             | 席替えじゃね？         | Sekigae ja ne?        | 16 avril 2022         |
| 4  | T'es pas un peu trop accro ?               | ハマりすぎじゃね？     | Hamari Sugi ja ne?    | 23 avril 2022         |
| 5  | T'aurais pas pris quelques kilos en trop ? | 太りすぎじゃね？       | Futori Sugi ja ne?    | 30 avril 2022         |
| 6  | T'es pas un peu trop forte ?               | 強すぎじゃね？         | Tsuyo Sugi ja ne?     | 7 mai 2022            |
| 7  | C'est carrément de l'art, non ?            | 芸術じゃね？           | Geijutsu ja ne?       | 14 mai 2022           |
| 8  | C'est pas la période des festivals d'été ? | 夏祭りじゃね？         | Natsumatsuri ja ne?   | 21 mai 2022           |
| 9  | T'aurais pas attrapé froid ?               | 風邪じゃね？           | Kaze ja ne?           | 28 mai 2022           |
| 10 | C'est ça, le camping, non ?                | キャンプじゃね？       | Kyanpu ja ne?         | 3 juin 2022           |
| 11 | Il a neigé, non ?                          | 雪じゃね？             | Yuki ja ne?           | 10 juin 2022          |
| 12 | On va carrément se battre en duel ?        | 果たし合いじゃね？     | Hatashiai ja ne?      | 17 juin 2022          |

#### Deuxième saison
| No | Titre français                           | Titre japonais         | Titre japonais           | Date de 1re diffusion |
| No | Titre français                           | Kanji                  | Rōmaji                   | Date de 1re diffusion |
| -- | ---------------------------------------- | ---------------------- | ------------------------ | --------------------- |
| 1  | Ce serait pas une nouvelle élève ?       | 転校生じゃね？         | Tenkōsei ja ne?          | 7 avril 2025          |
| 2  | C'est pas Animal Passing, ça ?           | つぶつぶじゃね？       | Tsubutsubu ja ne?        | 14 avril 2025         |
| 3  | Ce serait pas la fête du sport ?         | 体育祭じゃね?          | Taiikumatsuri ja ne?     | 21 avril 2025         |
| 4  | On dirait une idol, non ?                | アイドルじゃね？       | Aidoru ja ne?            | 28 avril 2025         |
| 5  | On se ferait pas un bain de mer ?        | 海水浴じゃね？         | Kaisuiyoku ja ne?        | 5 mai 2025            |
| 6  | C'est carrément une fugue, non ?         | 家出じゃね？           | Iedeja ne?               | 12 mai 2025           |
| 7  | C'est pas le départ du voyage scolaire ? | 修学旅行じゃね？       | Shūgakuryokōja ne?       | 19 mai 2025           |
| 8  | C'est Noël, non ?                        | クリスマスじゃね？     | Kurisumasu ja ne?        | 26 mai 2025           |
| 9  | C'est carrément le dernier duel ?        | 対決じゃね？           | Taiketsuja ne?           | 2 juin 2025           |
| 10 | Ce serait pas une comédie musicale ?     | ミュージカルじゃね？   | Myūjikaruja ne?          | 9 juin 2025           |
| 11 | C'est le festival, non ?                 | 文化祭じゃね？         | Bunkamatsurija ne?       | 16 juin 2025          |
| 12 | T'es quand même un peu près, non ?       | やっぱり近すぎじゃね？ | Yappari chika sugija ne? | 23 juin 2025          |

## Accueil
En février 2022, le nombre total de lectures sur Shōnen Jump+ atteint 120 millions et 1,1 million d'exemplaires du manga sont en circulation.

### Œuvres
Édition japonaise
Aharen-san wa Hakarenai
1. 1 2  (ja) « 阿波連さんははかれない 1 », sur Shūeisha (consulté le 10 avril 2022).
2. 1 2  (ja) « 阿波連さんははかれない 2 », sur Shūeisha (consulté le 10 avril 2022).
3. 1 2  (ja) « 阿波連さんははかれない 3 », sur Shūeisha (consulté le 10 avril 2022).
4. 1 2  (ja) « 阿波連さんははかれない 4 », sur Shūeisha (consulté le 10 avril 2022).
5. 1 2  (ja) « 阿波連さんははかれない 5 », sur Shūeisha (consulté le 10 avril 2022).
6. 1 2  (ja) « 阿波連さんははかれない 6 », sur Shūeisha (consulté le 10 avril 2022).
7. 1 2  (ja) « 阿波連さんははかれない 7 », sur Shūeisha (consulté le 10 avril 2022).
8. 1 2  (ja) « 阿波連さんははかれない 8 », sur Shūeisha (consulté le 10 avril 2022).
9. 1 2  (ja) « 阿波連さんははかれない 9 », sur Shūeisha (consulté le 10 avril 2022).
10. 1 2  (ja) « 阿波連さんははかれない 10 », sur Shūeisha (consulté le 10 avril 2022).
11. 1 2  (ja) « 阿波連さんははかれない 11 », sur Shūeisha (consulté le 10 avril 2022).
12. 1 2  (ja) « 阿波連さんははかれない 12 », sur Shūeisha (consulté le 10 avril 2022).
13. 1 2  (ja) « 阿波連さんははかれない 13 », sur Shūeisha (consulté le 10 avril 2022).
14. 1 2  (ja) « 阿波連さんははかれない 14 », sur Shūeisha (consulté le 21 août 2022).
15. 1 2  (ja) « 阿波連さんははかれない 15 », sur Shūeisha (consulté le 21 août 2022).
16. 1 2  (ja) « 阿波連さんははかれない 16 », sur Shūeisha (consulté le 27 août 2023).
17. 1 2  (ja) « 阿波連さんははかれない 17 », sur Shūeisha (consulté le 27 août 2023).